# قشلاق نره‌کش (کلیبر)
قشلاق نره‌کش یکی از روستاهای استان آذربایجان شرقی است که در دهستان قشلاق بخش آبش‌احمد شهرستان کلیبر واقع شده‌است.